# شور آباد
شور آباد هي بلدة في مقاطعة قرة قول في ولاية بخارى في أوزبكستان.